# تستوري
التستوري هو جبن مصنوع من حليب الأغنام أو حليب الماعز. غالبًا ما يكون شكله مثل البرتقال، ويؤكل طازجًا ومملحًا إلى حدٍ ما. يُعتبر جبن التستوري شائعًا في شمال إفريقيا والشرق الأدنى. يعتبر التستوري كذلك مشهورًا في شرق إفريقيا وتم تقديمه من قبل العثمانيين بعد القرن الخامس عشر.

## روابط خارجية
- الأطعمة